# Borneói déli gibbon
A borneói déli gibbon (Hylobates albibarbis) egy endemikus veszélyeztetett faj Dél-Borneón a Kapuas és a Barito folyók között. Korábban a fürge gibbon alfajának hitték, de a DNS-szekvenciája alapján külön fajba tartozik. Súlya elérheti a 6 kg-ot. 1200 m feletti magasságban él. Territóriumának mérete 28-47 hektár. Főleg gyümölcsökkel táplálkoznak, de esznek leveleket és rovarokat is. Ivarérettséget 6-8 éves korukban érik el.